# Leonard Stone
Leonard Stone, pseudonimo di Leonard Steinbock (Salem, 3 novembre 1923 – Encinitas, 2 novembre 2011), è stato un attore statunitense.

## Biografia
Nato a Salem in Oregon, iniziò la sua carriera di attore studiando alla Royal Academy of Dramatic Art di Londra. La sua più celebre interpretazione fu quella di Sam Beauregarde nel film Willy Wonka e la fabbrica di cioccolato (1971). Attivo anche in campo teatrale, nel 1959 vinse il Tony Award al miglior attore non protagonista in un musical per Redhead a Broadway.
Morì a causa di un cancro nella sua casa di Encinitas in California il 2 novembre 2011, un giorno prima del suo 88º compleanno.

## Vita privata
Nel 1964 sposò Carole Kleinmann, con la quale ebbe quattro figli, un maschio e tre femmine.

## Filmografia

### Cinema
- The Mugger, regia di William Berke (1958)
- Ritorno a Peyton Place (Return to Peyton Place), regia di José Ferrer (1961)
- Il ciarlatano (The Big Mouth), regia di Jerry Lewis (1967)
- A Man Called Dagger, regia di Richard Rush (1968)
- Angel in My Pocket, regia di Alan Rafkin (1969)
- Zig Zag, regia di Richard A. Colla (1970)
- L'impossibilità di essere normale (Getting Straight), regia di Richard Rush (1970)
- I Love My Wife, regia di Mel Stuart (1970)
- Willy Wonka e la fabbrica di cioccolato (Willy Wonka & the Chocolate Factory), regia di Mel Stuart (1971)
- The Man, regia di Joseph Sargent (1972)
- 2022: i sopravvissuti (Soylent Green), regia di Richard Fleischer (1973)
- Mame, regia di Gene Saks (1974)
- The Man from Independence, regia di Jack Smight (1974)
- Bentornato, picchiatello! (Hardly Working), regia di Jerry Lewis (1980)
- American Pop, regia di Ralph Bakshi (1981)

### Televisione
- Peter Gunn – serie TV, episodio 3x15 (1961)
- Surfside 6 – serie TV, episodio 1x19 (1961)
- Corruptors (Target: The Corruptors) – serie TV, episodio 1x08 (1961)
- The New Breed – serie TV, episodio 1x11 (1961)
- The Dick Powell Show – serie TV, episodio 1x07 (1961)
- I detectives (The Detectives) – serie TV, episodi 3x15-3x19 (1962)
- Sotto accusa (Arrest and Trial) – serie TV, episodio 1x03 (1963)
- Gli uomini della prateria (Rawhide) – serie TV, episodio 7x14 (1965)
- I giorni di Bryan (Run for Your Life) – serie TV, episodio 2x29 (1967)
- Hondo – serie TV, episodio 1x11 (1967)
- The Outsider – serie TV, episodio 1x03 (1968)
- Ai confini dell'Arizona (The High Chaparral) – serie TV, episodio 2x07 (1968)
- Cimarron Strip – serie TV, episodio 1x15 (1968)
- Lancer – serie TV, episodio 2x16 (1970)
- Terror in the Sky, regia di Bernard L. Kowalski – film TV (1971)
- Il virginiano (The Virginian) – serie TV, episodio 9x22 (1971)
- Doc Elliot – serie TV, 2 episodi (1973-1974)
- Apple's Way – serie TV, episodio 1x01 (1974)
- Hazzard (The Dukes of Hazzard) – serie TV (1980)

## Doppiatori italiani
- Oreste Lionello in Il ciarlatano
- Silvio Spaccesi in 2022: i sopravvissuti